# William Plomer
William Charles Franklyn Plomer (Polokwane, 10 dicembre 1903 – Hassocks, 20 settembre 1973) è stato uno scrittore, poeta e librettista sudafricano con cittadinanza britannica.

## Biografia
Nato nella Colonia del Transvaal, esordì sulla scena letteraria appena ventunenne con il romanzo Turbott Wolfe, la cui rappresentazione di un matrimonio interrazziale causò uno scandalo nel Sudafrica del 1925. Nel 1926 si trasferì in Giappone come corrispondente estero per The Witness: qui poté vivere più liberamente la sua omosessualità e intraprese una relazione con Morito Fukuzawa, che sarebbe stato d'ispirazione per il protagonista del romanzo Sado. Dopo aver viaggiato in Corea, Cina, Unione Sovietica, Polonia, Germania e Belgio, nel 1929 si trasferì in Inghilterra. Qui, Virginia e Leonard Woolf lo introdussero nei circoli letterari londinesi, dove poté contare sull'amicizia e sostegno di Christopher Isherwood, W.H. Auden ed E. M. Forster; furono proprio i Woolf a pubblicare i suoi romanzi Sado (1931) e The Cast is Altered, che si rivelò essere il suo libro più popolare.
Parallelamente alla sua attività letteraria come autore di romanzi e poesie, lavorò anche come editore per Jonathan Cape e Faber & Faber, dove individuò il potenziale di Ian Fleming, che avrebbe dedicato Missione Goldfinger proprio a Plomer. Dal 1937 collaborò assiduamente con la BBC Radio e, dal 1948, con il neo-nato Aldeburgh Festival; fu inoltre frequente collaboratore di Benjamin Britten, per cui scrisse i libretti di Gloriana, Curlew River, The Burning Fiery Furnace e The Prodigal Son. Per il suo contributo alla letteratura inglese fu eletto membro della Royal Society of Literature (1951), gli fu conferito un dottorato onorario dall'Università di Durham (1959), vinse la King's Gold Medal for Poetry (1963), fu nominato Commendatore dell'Ordine dell'Impero Britannico (1968) e ricevette il Whitbread Award (1970).
Morì sessantanovenne nel 1973 tra le braccia di Charles Erdmann, suo compagno da oltre trent'anni.

## Opere tradotte in italiano
- Turbott Wolfe, collana Olimpia, traduzione di Bruno Oddera, Longanesi, 1971.